# Spiwakiwka (obwód charkowski)
Spiwakiwka (ukr. Співаківка, dawniej Czerwonyj Szachtar ukr. Червоний Шахтар) – wieś na Ukrainie, w obwodzie charkowskim, w rejonie iziumskim. W 2001 liczyła 501 mieszkańców.